# 커뮤니티 칼리지역
커뮤니티 칼리지역은 1901년에 개통한 미국의 철도역이다.